# Эльясберг, Павел Ефимович
Па́вел Ефи́мович Эльясберг (1914 — 1988) — один из теоретиков и практиков в области ракетно-космической техники. Лауреат Ленинской премии.

## Биография
Родился 5 июня 1914 года в Житомире (ныне Украина) в еврейской семье. Отец — Хаим Берович (Ефим Борисович) Эльясберг (1874—1942), из состоятельной виленской семьи, получил университетское образование и стал видным деятелем БУНДа. Мать, Дебора Хаимовна (урождённая Типограф), выпускница Бестужевских медицинских курсов. Брат — Эльясберг, Максим Ефимович. В 1920 году семья переехала в Киев.
Окончил аспирантуру Киевского университета, ученик М. А. Лаврентьева.
С 1939 года служил в РККА, участник Великой Отечественной войны, начальник артиллерийских мастерских. 
В 1947—1968 годах работал в НИИ-4 МО в Болшево. Полковник, доктор технических наук.
С 1968 года, после увольнения в запас работал начальником отдела баллистики Института космических исследований Академии наук СССР. 
Преподавал в МГУ, с 1963 года профессор кафедры теоретической механики. 
Автор книг о теории полёта спутников. Является одним из основоположников баллистики ракет большой дальности и космической баллистики. Основное направление его исследований - разработка теории полета ракет и искусственных спутников Земли и методов баллистического обеспечения управления движения космических аппаратов. 
Умер 30 марта 1988 года. Похоронен в Москве на Востряковском кладбище (уч. 32).

## Награды и премии
- Ленинская премия (1957) — за запуск первого спутника.
- орден Отечественной войны II степени (3.4.1945)
- два ордена Красной Звезды (1.11.1943; 1956)
- орден «Знак Почёта»
- медаль «За боевые заслуги» (30.10.1942; был представлен к медали «За отвагу»)
- медаль «За оборону Кавказа» (14.9.1944)

## Избранные работы
- Введение в теорию полёта ИСЗ. М., Наука, 1965. 538 с. (в 2011 году переиздана издательством Либроком);
- Алгоритмы расчета навигационной информации о положении спутника / АН СССР. Ин-т косм. исследований. ИКИ. - М.:, 1972.
- Эльясберг П. Е. Определение движения по результатам измерений. М.: Главная редакция физико-математической литературы издательства «Наука», 1976. 416 с.(в 2011 году переиздана издательством Либроком);
- Современный подход к задаче определения физических параметров по результатам измерений. - М.: ИКИ, 1978.
- Бахшиян Б. Ц., Назиров Р. Р., Эльясберг П. Е. Определение и коррекция движения (гарантирующий подход). М.: Наука, 1980. 362 с.
- Измерительная информация: сколько её нужно? Как её обрабатывать? М. Наука, 1983. 208 с. (в 2011 году переиздана издательством Либроком);
- Задачи и методы обработки космической информации. - М.: Наука, 1987.